# Municipio de White Oak (condado de Henry)
El municipio de White Oak (en inglés: White Oak Township) es un municipio ubicado en el condado de Henry en el estado estadounidense de Misuri. En el año 2010 tenía una población de 758 habitantes y una densidad poblacional de 9,02 personas por km².

## Geografía
El municipio de White Oak se encuentra ubicado en las coordenadas 38°25′31″N 94°0′26″O / 38.42528, -94.00722. Según la Oficina del Censo de los Estados Unidos, el municipio tiene una superficie total de 84.08 km², de la cual 83,02 km² corresponden a tierra firme y (1,25 %) 1,05 km² es agua.

## Demografía
Según el censo de 2010, había 758 personas residiendo en el municipio de White Oak. La densidad de población era de 9,02 hab./km². De los 758 habitantes, el municipio de White Oak estaba compuesto por el 97,23 % blancos, el 1,06 % eran afroamericanos, el 0,66 % eran amerindios, el 0,26 % eran de otras razas y el 0,79 % eran de una mezcla de razas. Del total de la población el 1,45 % eran hispanos o latinos de cualquier raza.